# Stelian Gruia
Stelian Gruia (nume la naștere Stelian Iațentiuc; n. 16 aprilie 1933, Arbore, Suceava, Regatul României – d. 16 octombrie 1996, București, România) a fost un scriitor și traducător român de origine ucraineană, de limbă română și ucraineană.

## Biografie
S-a născut într-o familie de țărani. A urmat gimnaziul de la Liceul de băieți din Rădăuți, unde a și terminat cursurile gimnaziale. A urmat apoi cursurile Liceului Comercial din Suceava, pe care l-a absolvit în anul 1952. După terminarea liceului s-a înscris la Facultatea de Filologie a Universității din București, ale cărei cursuri le-a urmat între anii 1952-1955, transferându-se apoi, ca bursier, la Universitatea „Taras Șevcenko” din Kiev, unde a învățat doi ani, unde s-a specializat în slavistică. A lucrat apoi ca lector și profesor de literatură ucraineană la Facultatea de Limbi Slave a Universității din București.
Deoarece în vremea sa scrierile critice sau pamfletare la adresa măsurilor de economic politică internă și externă a țării erau interzise, nuvela sa intitulată „Reportaj despre seceriș”, care descrie protestele împotriva colectivizării, a fost scoasă din volumul său de colecție.
Lucrarea sa de doctorat a fost consacrată lui Taras Șevcenko, pe baza căreia a scos apoi două cărți, una în limba ucraineană, Moletva i procliat („Rugă și blestem”, 1995), la Editura Kriterion din București, și una în limba română, Taras Șevcenko (2001), la Editura „Aritmos” din București 2001.

## Opera

### Volume de nuvele și povestiri
- 1964 – Roata norocului;
- 1968 – Sâmbăta morților, Editura Luceafărul;
- 1973 – Ciobanul și cireșul sălbatic.

### Volume de poezie
- 1958 – Eminescu în versuri ucrainene;
- 1971 – Străfunduri;
- 1974 – Dume (antologie de literatură universală), 128 pagini, traducere, cuvânt înainte și note de Stelian Gruia, Editura Univers;
- 1975 – Balada locului, Poezie ucraineană din România;
- 1977 – Baladele Arborei;
- 1979 – Nord, 112 pagini, Editura Albatros;
- 1991 – Măgărușul năzdrăvan (poezii pentru copii).

### Romane
- 1983 – Calul negru, 236 pagini, Editura Cartea Românească;
- 1986 – Un an, o viață, 215 pagini, Editura Cartea Românească;
- 1995 – Poet pe Golgota Basarabiei (roman închinat lui Grigore Vieru), 188 pagini, Editura Eminescu, ISBN: 973-22-0403-6;
- 1995 – Prințul Constantin, 410 pagini, Editura Viitorul Românesc, ISBN 9739172172; ISBN: 978-97-3917217-2.

### Derivate din teza de doctorat
- 1995 – Moletva i procliat („Rugă și blestem”), Editura "Kriterion", București
- 2001 – Taras Șevcenko, Editura „Aritmos”, București

### Prezent în antologii
- Adrian Dinu Rachieru: Poeți din Bucovina, 544 pagini, Editura Helicon, Timișoara, 1996

### Autor de antologii
- 1993 – volumul Nebănuitul vers al Lunii, o antologie de versuri din lirica universală, în care prezintă poezii ale poeților din 17 țări sovietice.

### Editor
- Ivan Reboșapcă: Ukrainska mova - Pidrucinek dlia VIII clasu, 321 pagini, Editura Didactică și Pedagogică, 2000[7]

## In memoriam
- În anul 2006, Bibliotecii Comunale Arbore i-a fost atribuit numele scriitorului Stelian Gruia, născut în comuna Arbore. Biblioteca posedă și o donație de carte făcută de familia scriitorului Stelian Gruia.[8]